# Torneo de Birmingham 2015
El  Aegon Classic 2015 es un torneo de tenis de femenino jugado al aire libre en césped. Es la 34.ª edición del evento. Se llevará a cabo en el Edgbaston Priory Club de en Birmingham, Inglaterra, Reino Unido, prevista entre el 15 y el 21 de junio de 2015.

## Cabeza de serie

### Individual
| Tenista              | Ranking | Preclasificada |
| Simona Halep         | 3       | 1              |
| Ana Ivanovic         | 6       | 2              |
| Carla Suárez Navarro | 9       | 3              |
| Angelique Kerber     | 10      | 4              |
| Eugenie Bouchard     | 11      | 5              |
| Karolína Plíšková    | 12      | 6              |
| Andrea Petkovic      | 14      | 7              |
| Sabine Lisicki       | 19      | 8              |
| Garbiñe Muguruza     | 21      | 9              |
| Barbora Strýcová     | 22      | 10             |
| Alizé Cornet         | 25      | 11             |
| Victoria Azarenka    | 26      | 12             |
| Svetlana Kuznetsova  | 28      | 13             |
| Irina-Camelia Begu   | 29      | 14             |
| Jelena Janković      | 30      | 15             |
| Caroline Garcia      | 31      | 16             |

- Ranking del 8 de junio de 2015

### Dobles
| Tenista                               | Ranking | Preclasificada |
| Casey Dellacqua Sania Mirza           | 17      | 1              |
| Tímea Babos Kristina Mladenovic       | 17      | 2              |
| Raquel Kops-Jones Abigail Spears      | 28      | 3              |
| Garbiñe Muguruza Carla Suárez Navarro | 36      | 4              |

## Campeonas

### Individuales
Angelique Kerber venció a  Karolína Plíšková por 6-7(5), 6-3, 7-6(4)

### Dobles
Garbiñe Muguruza /  Carla Suárez Navarro vencieron a  Andrea Hlaváčková /  Lucie Hradecká por 6-4, 6-4